# 香港スタジアム
香港スタジアム（ホンコンスタジアム、繁体字：香港大球場、英語: Hong Kong Stadium）は、香港湾仔区銅鑼湾にあるスタジアム。

## 概要
かつては香港政府大球場（ホンコンせいふだいきゅうじょう）という名称であったが、1994年に改修工事を行い、現在の香港スタジアムとして生まれ変わった。スタジアム内には48の車椅子席、3,153のVIP席を含め、40,000人の収容能力を有する。
スタジアムはサッカー香港代表の国際試合を開催するほか、ラグビーの香港セブンズ、ラグビーワールドカップセブンズも開催される。また、アーティストのコンサート会場などにも使用されているが、一方で騒音問題などを引き起こしたこともあった。
しかし香港政府は啓徳空港跡地に2025年に啓徳体育園を完成させると同時に、収容人数を9,000人に大幅に縮小することを決定している。